# Presidente della Repubblica
Nella forma di governo repubblicana, il presidente della repubblica è l'organo monocratico che investe le funzioni di capo di Stato, e che può anche essere, in alcuni ordinamenti, investito della carica di capo del governo.
Le funzioni e i poteri del leader in questione variano di molto rispetto al regime e alla costituzione adottati (oltre che rispetto al singolo individuo), potendo avere poteri più o meno vasti sulla nazione, sino ad arrivare all'accentramento di poteri illimitati, o di un esercizio di funzioni molto limitate e rappresentative.
Ad esempio, in Italia, sebbene il presidente abbia comunque dei poteri piuttosto significativi, alla fine svolge un ruolo molto rappresentativo ed è privo dei tre poteri principali dello Stato, mentre molto del potere è riservato al Presidente del Consiglio dei ministri della Repubblica Italiana, il capo del governo nonché principale responsabile della politica estera e di molte delle azioni del regime Italiano nei confronti dello Stato.

## Funzioni
Al presidente vengono attribuiti ruoli in cui si richiede la presenza dello Stato. Occupa un ruolo indipendente dagli altri poteri ed è legato esclusivamente alla sua funzione. Rispetto ad altri poteri riveste un ruolo autonomo e indipendente fornito di attribuzioni volte a controllare le attività degli organi, a fini di suprema garanzia costituzionale.
Nelle repubbliche presidenziali il presidente è di solito eletto direttamente dal popolo ed è anche il capo del governo. Il parlamento, al quale non è subordinato, ha solo il potere di mettere il presidente in stato di accusa per atti contrari all'interesse nazionale o per tradimento: impeachment). Negli Stati Uniti il presidente è eletto da un collegio elettorale composto di rappresentanti di ogni Stato federato e per il particolare meccanismo adottato può succedere (come è talvolta successo) che il candidato nominato da una maggioranza qualificata di elettori del collegio non corrisponda a quello che ha ottenuto il maggior numero di preferenze da parte della popolazione.
Nelle repubbliche semipresidenziali, come quella francese, il presidente viene eletto dal popolo ed è il capo dell'esecutivo, ma rispetto ad esso è in rapporto di collaborazione. Nelle repubbliche parlamentari in genere il presidente viene eletto dal parlamento e ha funzioni prevalentemente rappresentative dell'unità nazionale. Esistono numerose eccezioni, in Europa. In Portogallo, Austria, Irlanda, Islanda e in altri paesi, il presidente della Repubblica, con le funzioni proprie di un capo di Stato di una repubblica non presidenziale, viene eletto dal popolo. Pertanto, il fatto che un capo di Stato, in una repubblica, venga eletto dai cittadini non comporta necessariamente che ci si trovi in una repubblica presidenziale.
In America, quasi tutte le repubbliche sono presidenziali: il capo dello Stato è contemporaneamente capo del governo. Una delle eccezioni è Haiti.

### In Italia

Emblema della Repubblica Italiana

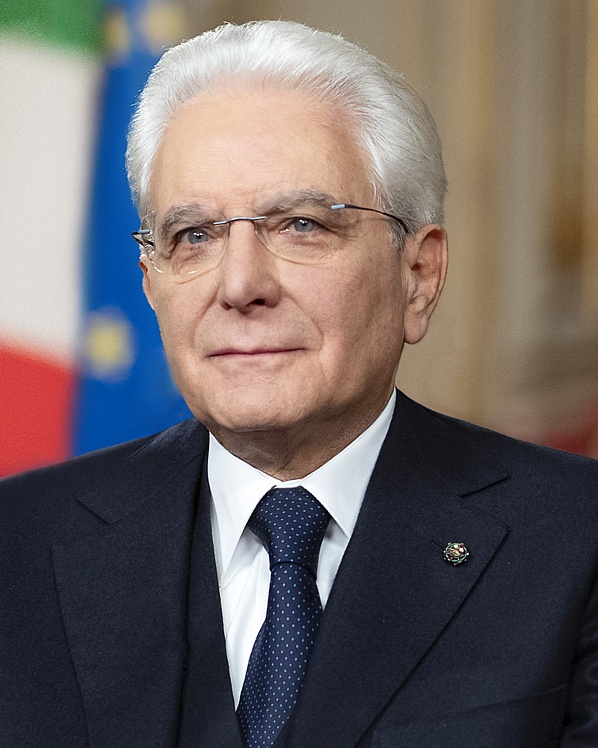
Il presidente della Repubblica Italiana in carica: Sergio Mattarella

L'Italia costituisce un esempio particolare di repubblica parlamentare, perché il presidente della Repubblica Italiana, oltre ad avere funzioni di rappresentanza dell'unità nazionale (articolo 87 Cost.) e di garante del rispetto della carta costituzionale, ha un importante ruolo di sorveglianza in campo esecutivo, legislativo e giudiziario: promulga le leggi, nomina alcuni membri in importanti organismi istituzionali e presiede il Consiglio superiore della magistratura; è destinatario di ricorsi straordinari contro la pubblica amministrazione, può rinviare alle Camere un atto legislativo (veto sospensivo), può concedere la grazia, è il comandante supremo delle forze armate italiane, ecc. 
Il Presidente viene eletto dal Parlamento in seduta comune ed il suo successivo operato si inscrive nel "circuito democratico" di legittimazione degli organi costituzionali, per svolgere funzioni di supporto quando dalla fisiologia del rapporto Corpo elettorale-Parlamento-Governo si scade nella patologia: il primo di questi casi è la crisi di governo ed il ruolo che la Costituzione gli attribuisce per risolverla.
Il Presidente - pur non essendo parte di alcuno dei poteri dello Stato - partecipa alle azioni di quest'ultimi; infatti interviene: 
- nel potere esecutivo, mediante emanazione e l'assunzione degli atti spettanti tale potere;
- nel potere legislativo, mediante partecipazione divisa col governo all'iniziativa delle leggi e il potere di veto sospensivo;
- nel potere giudiziario, mediante la presidenza del consiglio superiore della magistratura e attraverso il potere di concedere la grazia e commutare le pene.

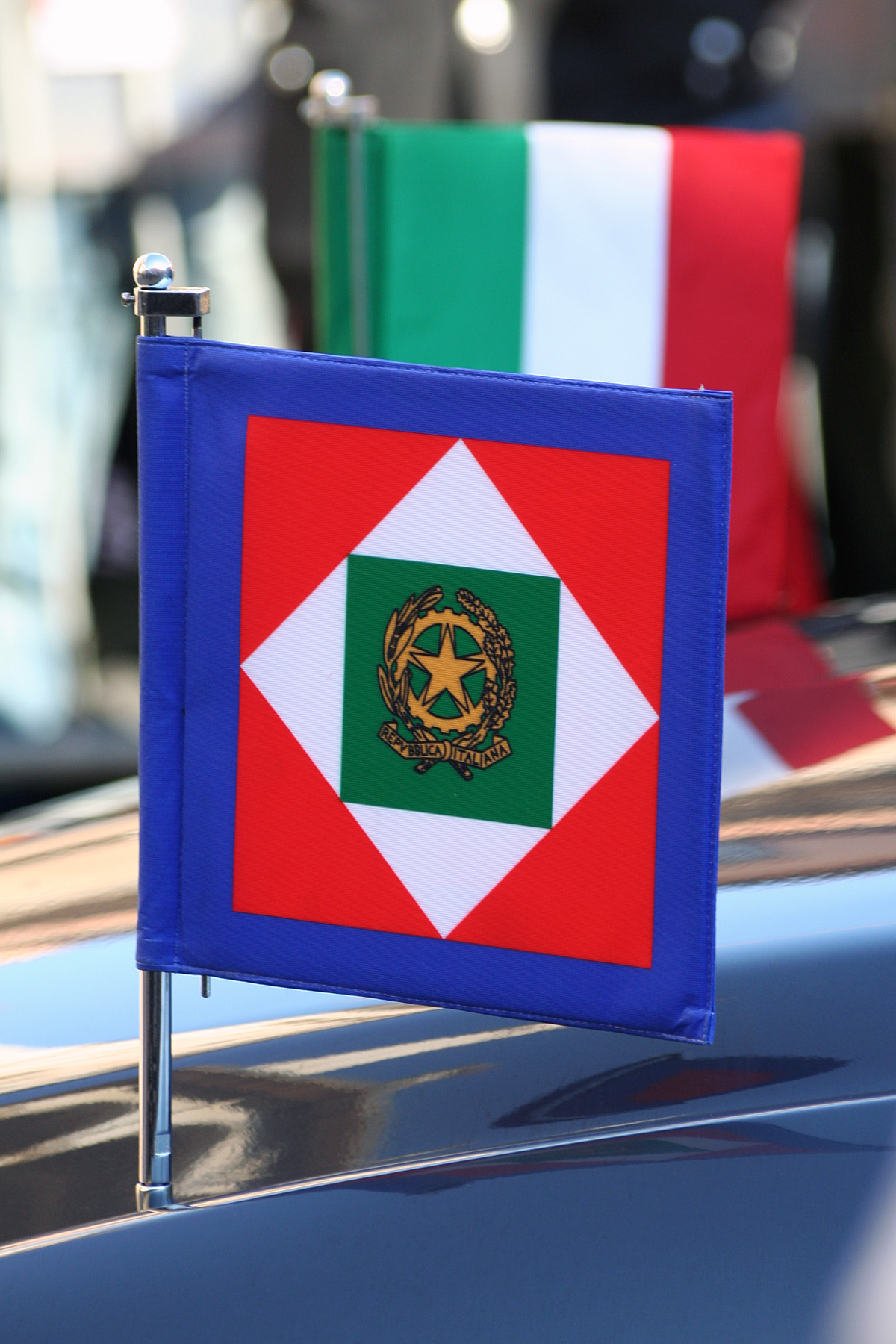
Immagine delle bandiere sull'auto presidenziale quando è a bordo il presidente della Repubblica

## Sociologia politica
A fronte di una crescente "presidenzializzazione" della politica delle società democratiche, permane l'immagine del Capo dello Stato (anche nei regimi presidenziali) come del guardiano dell'interesse pubblico, al di sopra degli interessi particolari e partigiani. 
(Marco Follini, È il tempo il vero campo di battaglia della politica, L'Espresso, 14 novembre 2021, p. 35)
Benché il "prestigio presidenziale" si esprima mediaticamente attraverso la rivendicazione di una statura istituzionale, con cui la figura del Capo dello Stato si eleva sulla classe politica, non mancano casi nei quali un Capo dello Stato abbia invece preferito scendere nell'agone politico della politique politicienne.